# Диселенид кобальта(II)
Диселенид кобальта(II) — бинарное неорганическое соединение
кобальта и селена с формулой CoSe2,
серо-фиолетовые кристаллы,
не растворяется в воде.

## Получение
- В природе встречается минерал трогталит — CoSe2 с примесями [1].

- Сплавление стехиометрических количеств чистых веществ:

{\displaystyle {\mathsf {Co+2Se\ {\xrightarrow {960^{o}C}}\ CoSe_{2}}}}

## Физические свойства
Диселенид кобальта(II) образует серо-фиолетовые кристаллы
кубической сингонии,
параметры ячейки a = 0,58588 нм, Z = 4.
Не растворяется в воде.